# Santa Fé (Nueva Vizcaya)
Santa Fé (Bayan ng  Santa Fe), antes conocido como Imugan, es un municipio filipino de tercera categoría perteneciente a  la provincia de Nueva Vizcaya en la Región Administrativa de Valle del Cagayán, también denominada Región II.

## Geografía
Tiene una extensión superficial de 399.81 km² y según el censo del 2007, contaba con una población de 13.421 habitantes y 2.533 hogares; 14.427 habitantes el día primero de mayo de 2010

### Barangayes
Santa Fé se divide administrativamente en 12 barangayes o barrios, 11 de ellos de carácter rural con solamente la población siendo urbana:
| - Bacneng - Baliling - Bantinan - Baracbac - Buyasyas - Imugan - Población - Sinapaoan | - Tactac - Villa Flores - Atbu - Balete - Canabuan - Malico - Santa Rosa - Unib |

## Política
Su Alcalde (Mayor) es  Teodorico DP. Padilla Jr.

## Historia
Antes conocido como Imugan, fue un asentamiento igorote durante la época española, descubierto durante la misión de Ituy. Pasó a formar parte de la jurisdicción de la Commandancia de Kayapa como barrio del municipio de Aritao.
Sus primeros pobladores fueron los kalanguya, minoría cultural de la tribu Igorot. Más tarde llegaron Pangasinenses y  tagalos.
El Distrito Municipal de Imugan fue fundado por el gobernador norteamericano Francis Harrison en 1917.

## Fiestas locales
- El festival Kalanguya se celebra todos durante la segunda semana del mes de abril.
- Fiesta patronal en honor de Nuestra Señora del Perpetuo Socorro el día 29 de junio.[5]